# Ophiomastus tegulitius
Ophiomastus tegulitius är en ormstjärneart som beskrevs av George Richard Lyman 1878. Ophiomastus tegulitius ingår i släktet Ophiomastus och familjen fransormstjärnor. Inga underarter finns listade i Catalogue of Life.